# Tintigny
Tintigny är en kommun i Belgien.   Den ligger i provinsen Luxemburg och regionen Vallonien, i den sydöstra delen av landet, 150 km sydost om huvudstaden Bryssel. Antalet invånare är 3 910.
I omgivningarna runt Tintigny växer i huvudsak blandskog. Runt Tintigny är det ganska tätbefolkat, med 72 invånare per kvadratkilometer.